# Lago Indawgyi
O lago Indawgyi é o maior lago de água doce de Mianmar e um dos maiores do Sudeste Asiático. Situa-se no municipio (township) de Mohnyin, no estado de Kachin, e ocupa a maior parte de uma reserva da biosfera homónima reconhecida pela Unesco.
Cerca de uma vintena de aldeias se distribuem pelas suas margens, habitadas principalmente por pessoas das etnias Shan e Jingpo. Os locais usam há séculos as enchentes do lago nas monções para irrigar os campos de arroz, além de pescar nas suas águas e caçar nas montanhas próximas.
A área em redor do lago está praticamente isenta de turistas, sendo poucos os estrangeiros que se aventuram pelo norte de Mianmar. O local mais visitado é o pagode Shwe Myitzu, cujas formas se refletem nas águas.

## Descrição
O lago tem uma área de 260 km2 e situa-se a 166 metros de altitude. Tem um comprimento máximo de 13 km de oeste para este e 24 km de norte para sul.
O lago Indawgyi faz parte de um santuário de vida selvagem homónimo criado pelo Ministério da Conservação do Ambiente e Recursos Florestais em 1999 e faz parte da Rede da Reserva Mundial da Biosfera da Unesco desde 2017. Este santuário natural abrange cerca de 76 600 hectares e protege uma grande variedade de espécies animais, incluindo aves e mamíferos raros.
Sendo uma das áreas importantes de aves de Mianmar, no lago e suas proximidades dez espécies ameaçadas de extinção podem ser encontradas. Destas espécies, os gansos-bravos, o pato-agulha-oriental e o caimão da espécie Porphyrio poliocephalus são proeminentes durante o mês de janeiro. Uma volta pelo lago em embarcação a motor permite observar uma grande variedade de espécies que usam o ambiente local como sítio de alimentação e procriação. Muitos pescadores locais exploram as suas águas e o lago está ameaçado com poluição antropogénica. Porém, as monções anuais servem para renovar as suas águas.